# La Chevallerais

La Chevallerais este o comună în departamentul Loire-Atlantique, Franța. În 2009 avea o populație de 1,348 de locuitori.